# چیتوسه، هوکایدو
چیتوسه در استان هوکایدو در کشور ژاپن واقع شده‌است که دارای جمعیت ۹۲٬۹۲۴ نفر و مساحت ۵۹۴٫۹۵ کیلومتر مربع با تراکم جمعیت ۱۵۶ نفر در کیلومترمربع است و در تاریخ ۱ ژوئیه ۱۹۵۸ به عنوان شهر شناخته شد.